# Drwionkowate

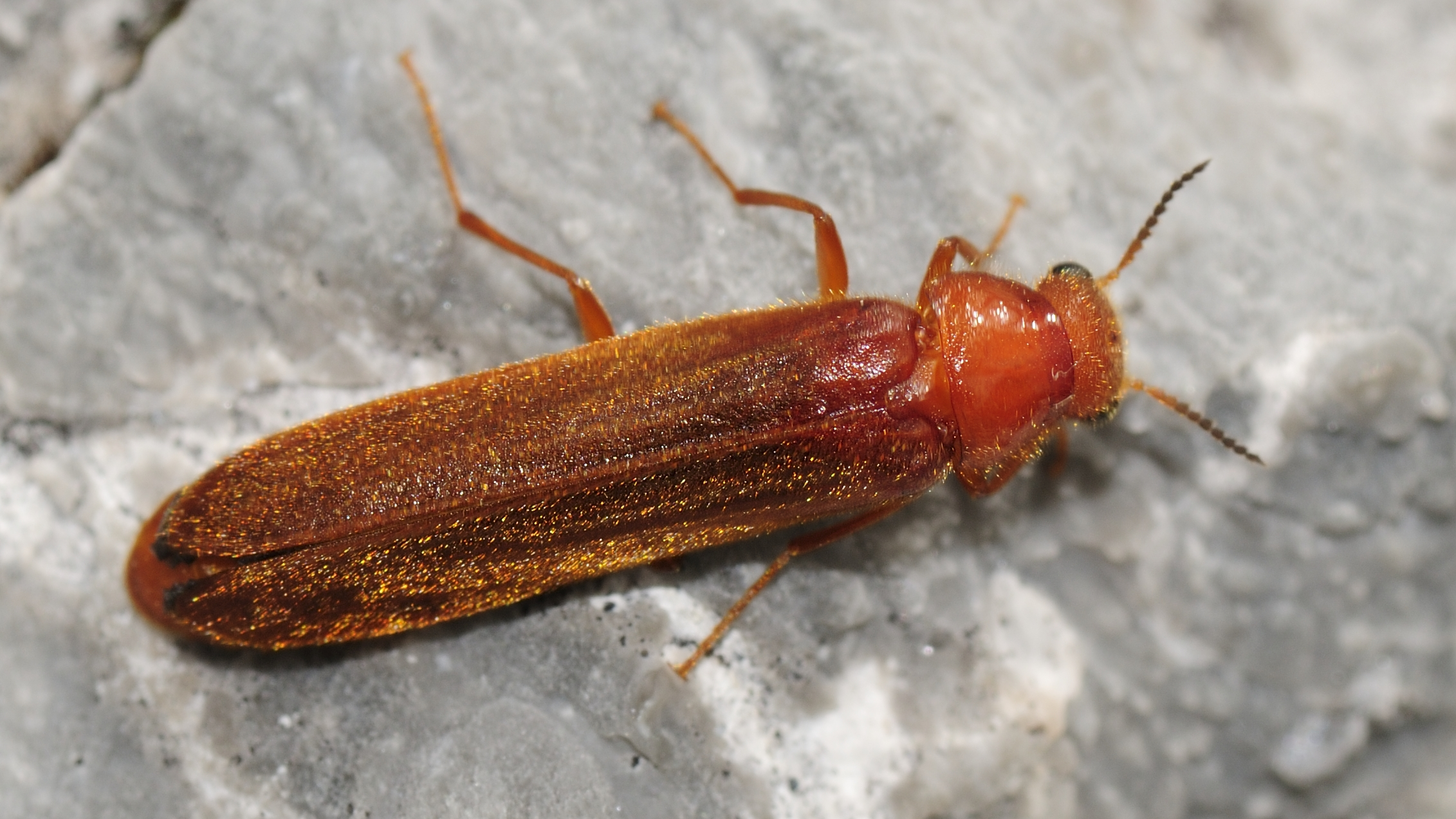
Rytel pospolity

Drwionkowate, drwalnikowate (Lymexylidae) – rodzina chrząszczy z podrzędu wielożernych i serii (infrarzędu) Cucujiformia. Jedyna rodzina monotypowej nadrodziny Lymexyleoidea. Obejmuje około 50 gatunków. Chrząszcze te cechują się wydłużonym i walcowatym ciałem, wyłupiastymi oczami i pokrywami co najmniej nieco rozchylonymi u wierzchołka. Przechodzą swój cykl rozwojowy w drewnie, a wiele gatunków uprawia grzyby. Niektóre notowane były jako szkodniki o dużym znaczeniu gospodarczym. Rodzina kosmopolityczna.

## Nazwa
Polska nazwa drwionki nawiązuje najprawdopodobniej do drewna, w którym przechodzą one swój rozwój. Wanat używa dla rodziny nazwy drwalnikowate, a dla nadrodziny drwalniki.

## Opis

### Owad dorosły
Średniej wielkości chrząszcze o ciele wydłużonym, walcowatym, najwyżej słabo spłaszczonym grzbietobrzusznie. Należą tu podobne do śniadkowatych formy o ciele silnie zesklerotyzowanym, podobne do przekraskowatych formy o ciele miękkim, jak i formy o skróconych pokrywach, które pozornie słabo przypominają chrząszcze. Długość ciała waha się w tej rodzinie od 7 do 18 mm (u form tropikalnych do 60 mm), przy stosunku długości do maksymalnej szerokości rzędu od 4,05 do 12,2, a stosunku długości pokryw do długości przedplecza od 1,5 do 5,25. Na wierzchu ciała brak włosków, szczecinek czy łusek.
Głowa o oczach silnie wyłupiastych i drobno fasetkowanych, a czułkach ustawionych po jej bokach. Czułki krótkie, jedenastoczłonowe; nitkowate, wałkowate, piłkowane lub grzebykowate. Prosteki żuwaczek dobrze rozwinięte lub brak ich wcale. U samców występują nadzwyczaj silnie rozwinięte głaszczki szczękowe, które są zwykle opatrzone pierzastymi wyrostkami (narząd ten określany jest jako palporgan, rzadko obecny jest u obu płci, rzadko też nie ma go wcale).
Przedtułów dłuższy niż szerszy, pozbawiony szwów notopleuralnych. Przedplecze nieco spłaszczone. Zatułów o wentrycie bez poprzecznego rowka. Wszystkie stopy długie i cienkie, złożone z pięciu członów, z których żaden nie jest dwupłatkowy czy ukryty. Na stopach środkowych odnóży obecne między pazurkami empodium, które może być wyposażone w trzy lub więcej szczecin. Pokrywy zesklerotyzowane słabo, miękkie, wydłużone i wąskie, na końcach co najmniej nieco rozchylone; odsłaniają od tylko części końcowego tergitu odwłoka aż do co najmniej trzech jego wierzchołkowych tergitów. Na pokrywach może występować kilka podłużnych żeberek. Skrzydła drugiej pary dobrze rozwinięte. Widocznych od 5 do 7 segmentów odwłoka, z których wszystkie są ruchomo połączone.

### Poczwarka
Poczwarki zbliżone są kształtem do wyglądu osobników dorosłych, słabo zesklerotyzowane. Na głowie i przedpleczu znajdują się małe, gęsto ułożone kolce. Płeć poczwarek można rozróżnić po obecności u samców pierzastych wyrostków na głaszczkach szczękowych (palporgan).

### Larwa
Ciało larw mięsiste, żółtobiałe, wydłużone i o bokach mniej lub bardziej równoległych, okrągłe w przekroju poprzecznym. Dojrzałe larwy są małe, przez średniej wielkości do stosunkowo dużych. Ciało jest łukowato zagięte, mając charakterystycznie garbaty przedtułów. Głowa pozbawiona stemmata (z wyjątkiem pierwszego stadium), zaś występują trójczłonowe czułki, żuwaczki z pojedynczym ząbkiem lub płatkiem na wierzchołku, trójczłonowe głaszczki szczękowe i dwuczłonowe głaszczki wargowe. Przedtułów jest silnie rozszerzony, ma zesklerotyzowane boki i nakrywa głowę kapturowato. Występują 3 pary odnóży tułowiowych. Odwłok złożony jest z 10 widocznych segmentów. Tergum dziewiątego segmentu przechodzi na spodnią stronę. Ostatni segment wyposażony w pygopodia.

## Biologia i ekologia
Przedstawiciele drwionkowatych przechodzą swój cykl rozwojowy w drewnie. Larwy drążą w drewnie chodniki. Lymexylidae dzielone są na dwie grupy ze względu na sposób odżywiania:
Do pierwszej należą gatunki mycetofagiczne. Larwy tych gatunków odżywiają się, podobnie jak wiele korników, grzybami wyściełającymi chodniki. Gatunki te rozwijają się wyłącznie w drewnie o odpowiedniej dla rozwoju grzyba wilgotności. U rytla pospolitego grzybem tym jest Endomyces hylecoeti. Samica, składając jaja, pokrywa każde z nich zarodnikami grzyba z kieszonki w pobliżu jej pokładełka. Wyklute larwy zbierają część zarodników przez pozostawanie w pobliżu skorupki jaja przez pewien czas, zanim rozpoczną drążenie tuneli. Następnie zaszczepiają grzyby na ściankach tuneli. Innym znanym grzybem uprawianym przez drwionki jest Ascoidea hylecoeti. Drwionki reprezentujące tę grupę określane są jako chrząszcze ambrozjowe, jednak Wheeler i Wilson rezerwują ten termin dla kornikowatych i Platypodinae, a dla wszystkich chrząszczy uprawiających grzyby w drewnie jako pokarm dla larw proponują termin fungus growing beetles.
Drugą grupą są ksylofagi odżywiające się drewnem i nieuprawiające grzybów. W przeciwieństwie do poprzedniej grupy żerować mogą na drewnie przesuszonym i suchym, dawno ściętym.

## Rozprzestrzenienie
Rodzina kosmopolityczna, przy czym w Europie Środkowej, w tym w Polsce, występują tylko trzy gatunki: drwionek okrętowiec (Lymexylon navale), rytel pospolity (Hylecoetus dermestoides) i Hylecoetus flabellicornis.

## Systematyka
Przedstawiciele drwionkowatych znani byli jeszcze przed wydaniem przez Linneusza 10. edycji Systema Naturae, a sam Linneusz opisał dwa gatunki. Rodzaj Lymexylon wyróżnił w 1775 roku Fabricius, a rodzinę Lymexylonidae w 1821 roku Fleming. Od czasu pracy Lenga z 1920 roku drwionki są umieszczane zwyczajowo we własnej, izolowanej nadrodzinie Lymexylonoidea. Pokrewieństwo tej nadrodziny z pozostałymi Cucujiformia jest niejasne, jednak stwierdzić można, że nie da się stworzyć satysfakcjonującej systematyki wysokich rangą Cucujiformia po wyłączeniu Lymexylonoidea. Wheeler podzielił w 1986 roku tę rodzinę na trzy podrodziny oraz siedem rodzajów. Dotychczas opisano około 50 gatunków drwionkowatych, które według systematyki Boucahrda i innych z 2011 roku grupuje się w 4 podrodzinach:
- Hylecoetinae Germar, 1818
- Lymexylinae Fleming, 1821
- Atractocerinae Laporte, 1840
- Melittommatinae Wheeler, 1986

## Znaczenie gospodarcze
Drwionkowate to ogólnie stosunkowo rzadkie chrząszcze, jednak kilka gatunków notowanych było lub jest jako szkodniki. W Europie drwionek okrętowiec w XIX wieku i wcześniej był masowym szkodnikiem drewna w warsztatach budowy okrętów, jednak obecnie, choć nadal jest szeroko rozprzestrzeniony, utracił on znaczenie gospodarcze. Rytel pospolity był w XX wieku podawany jako szkodnik ściętego drewna w Europie, jednak praktycznie identyczny z nim i korzystający z tego samego gatunku grzyba północnoamerykański H. lugubris nie ma w zasadzie żadnego znaczenia gospodarczego. Notowany jako szkodnik kasztanów w Ameryce Północnej w XIX wieku był natomiast Melittomma sericeum. W XX wieku duże szkody wśród palm kokosowych na Seszelach poczynił Protomelittomma insulare infekując w latach 50. 77% drzew na Praslin Island, jednak już w 1961 udało się tę liczbę zredukować do 18%. W 1925 Clark odnotował Atractocerus kreuslerae jako szkodnika drewna eukaliptusów w Australii Zachodniej. Z kolei Roonwal podawał w 1972 Atractocerus reversus jako szkodnika drewna i drzew stojących z gatunków Boswellia serrata i Lannea corommandelica w Indiach.